# Musée de Kent
Le Musée de Kent, situé à Bouctouche, est logé dans l'ancien couvent de l'Immaculée-Conception, un immeuble devenu lieu historique du Nouveau-Brunswick en 1995.

## Architecture
De style Second Empire, le couvent est entièrement mansardé.
La chapelle néo-gothique est l'œuvre de l'ornemaniste et architecte Léon Léger (1848-1918). Les autels sont entièrement sculptés par Léon Léger.

## Histoire
Fondé par le curé François-Xavier-Joseph Michaud, le couvent de Bouctouche a été construit de 1878 à 1880. Les Sœurs de la Charité de l'Immaculée-Conception de Saint-Jean (1880-1924) et les Sœurs de Notre-Dame-du-Sacré-Cœur (1924-1969) y ont joué un rôle de premier plan en éducation. Mère Mary Francis devient la première supérieure du couvent. D'abord école régionale, le rôle du couvent en éducation et en francisation s'accroît au XXe siècle auprès de la communauté acadienne.
L'édifice est devenu un musée en 1978.

## Culture
Le Musée de Kent est mentionné dans le recueil de poésie La terre tressée, de Claude Le Bouthillier.

## Galerie

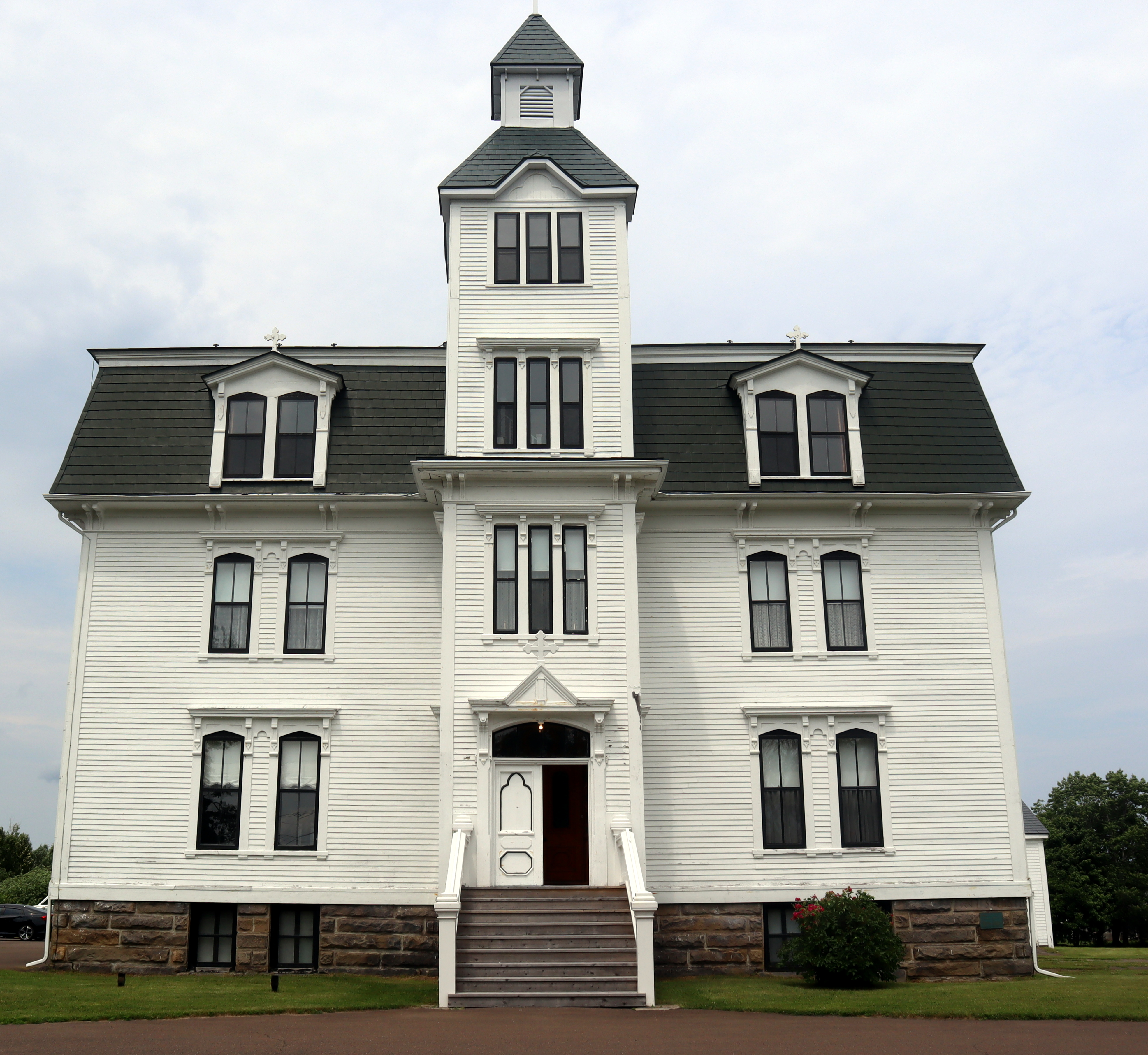
Façade avant
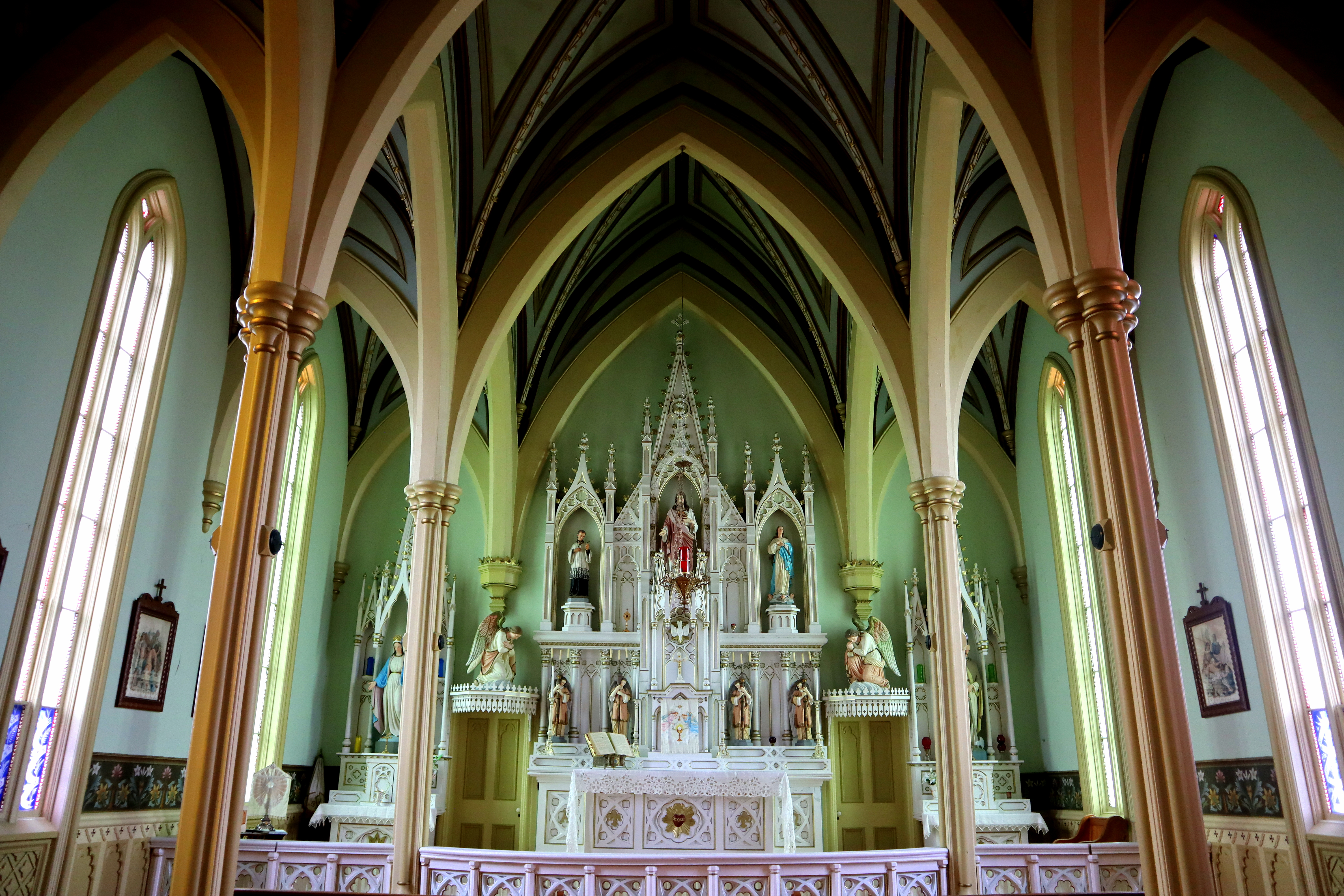
Chapelle
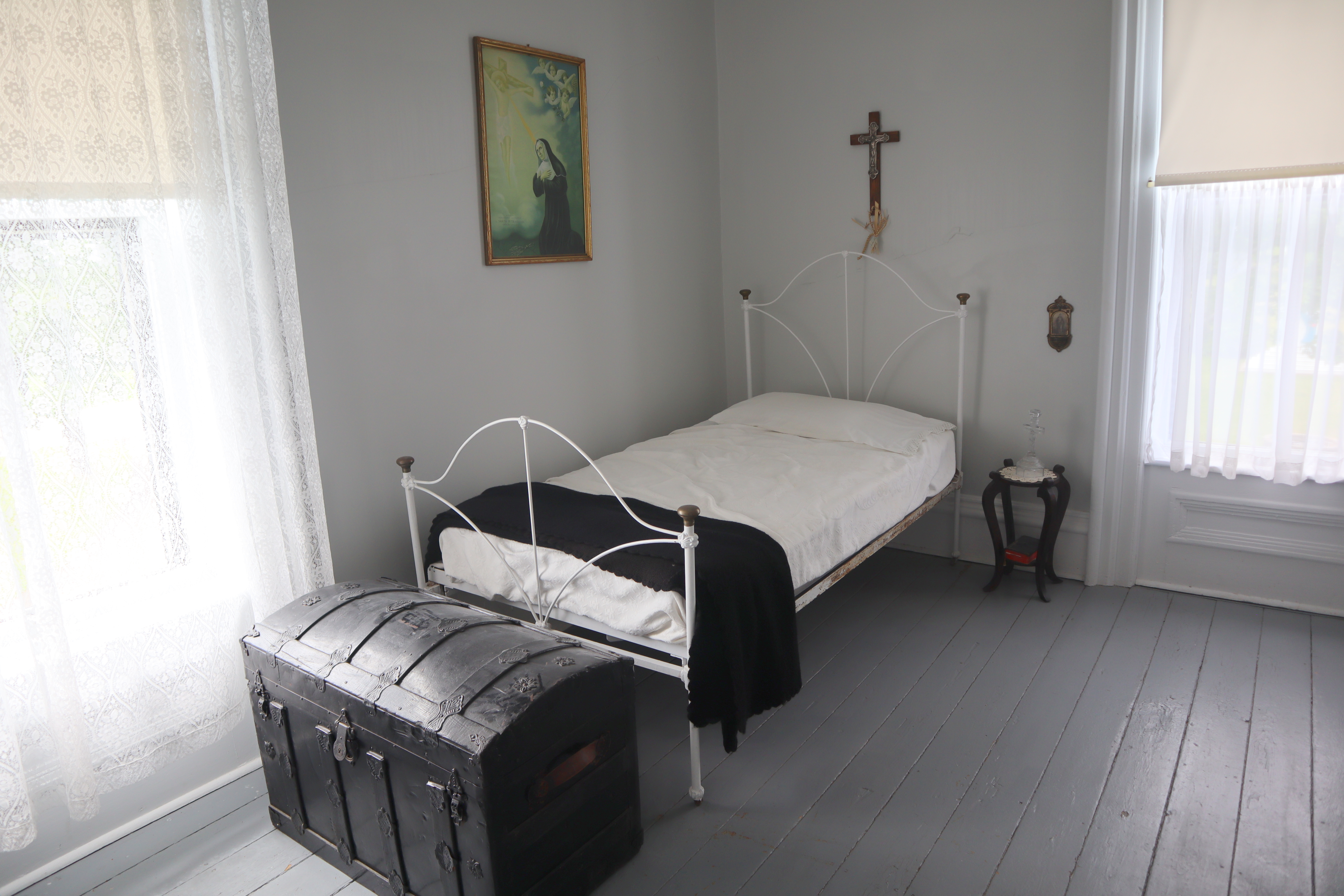
Chambre
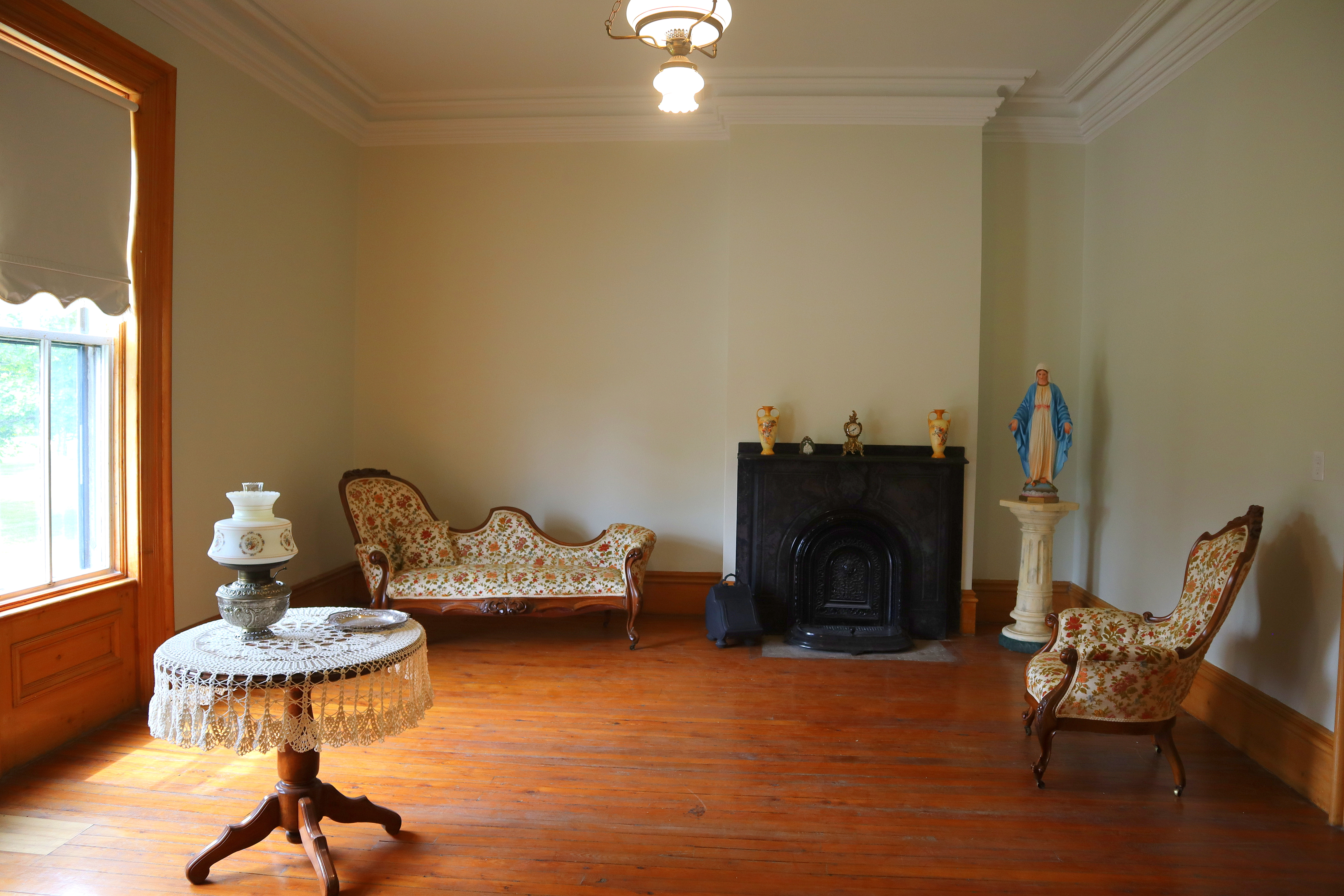
Salon